# 滑走式リフト

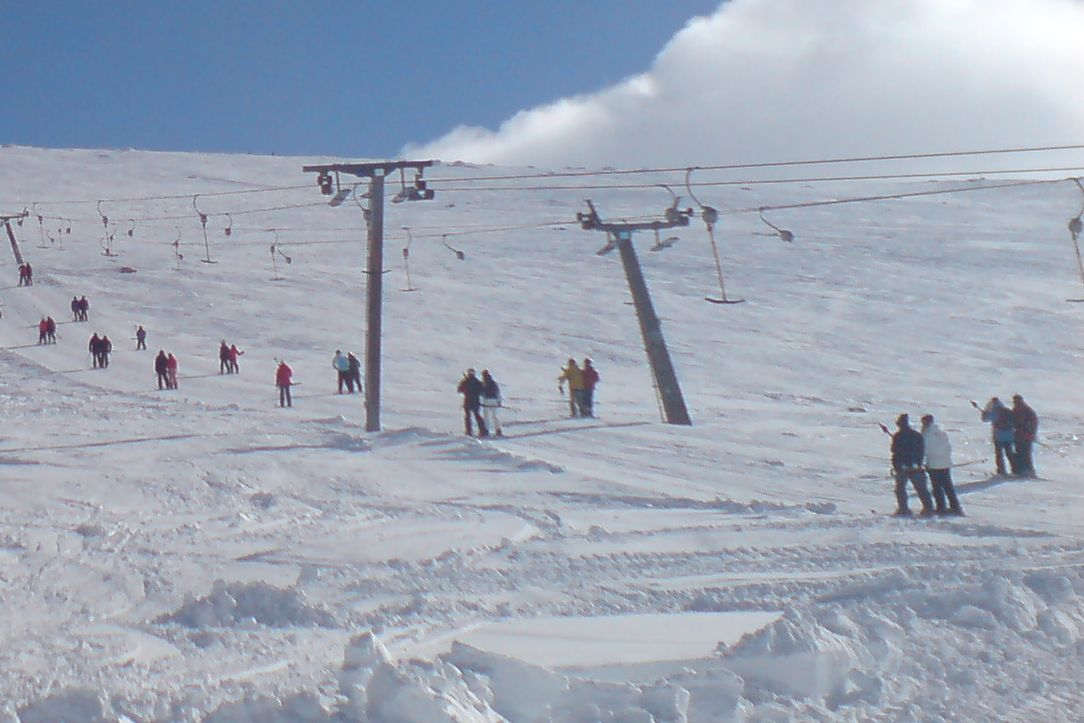
オーレ・スキーリゾート（Åre ski resort）スウェーデンでの雪面滑走スタイルのTバーリフト

滑走式リフト（かっそうしきリフト）とは、雪面上を滑走して移動する専用の搬器に掴まる・跨がる・背中や腰にあてがう等した上で、スキーヤーやスノーボーダーを雪面を滑り上がる形で輸送する手段である。

## 概要
滑走式リフトでは、乗客は降車時に主に山頂側の降車場所にて搬器から降りて雪面にとどまり、その後リフトのコース上から離脱する方式を取る事が多い。
かつては日本国内でも普及していたが、徐々にチェアリフトやゴンドラリフト、時にロープウェイ等の大量輸送可能な索道に置き換えられる事によって設置場所が減少してきている。現在の滑走式リフトは主に小規模のスキー場に見られる。
滑走式リフトはチェアリフトに比べると支柱の支持力が小さく出来る事から、海外の夏期に開かれるスキーリゾートでは氷河や雪渓の上に仮設型として作られた物がよく利用されている。
滑走式リフトはチェアリフトやゴンドラリフト等に比べて、下記の不利な点がある。
- 搬器乗車の際に乗客側の技術や経験が必要で、ある程度の練習が必要となる事がある（ただし、旧式のロープトゥ・リフト（後述）ではその限りでない事がある）。
- 設置場所の斜面が連続している必要があり、谷越えとなる地形では設置出来ない（ただし、橋梁を設けて対応する場合もある）。
- 設置場所の滑走面を整備する必要があり、大量の積雪時には除雪を伴う滑走面整備をしないと運行出来ない事がある。
- 安全面から元々の搬器のスピードが遅く、輸送容量が限られている。

一方で、下記の有利な点もある。
- チェアリフトやゴンドラリフト等では搬器が揺れる程の強風状態で運休となりやすい場合でも、雪面に足を付けている滑走式リフトでは割と風に耐えられるので運休となりにくい。
- ゲレンデ端部に設置されている場合、搬器が頂上側の降車場所に達する前に離脱する事が出来る。これにより、初心者が緩斜面部分のみを滑走したり、レースや検定などが行われるスタート地点付近で離脱するといった利用方法を取る事が出来る。なお、その反面で移動中に無理な離脱を行ったり、転倒者が発生すると、後続の利用客との接触やケーブルのたわみにより振り落とされるなどの例もある。転倒者を発見した場合、すぐに係員に転倒者が出た事や停止を知らせる方が良い。

## 歴史
最初の滑走式リフトは1908年にドイツ国のショラッハ、アイゼンバッハ、バーデン＝ヴュルテンベルク州ブライスガウ＝ホーホシュヴァルツヴァルト郡でドイツ人技師のロバート・ウィンターハルダーによって作られた 。
1910年には蒸気機関を動力源とした、長さ289.56 m（950 ft）のトボガン（toboggan）がアメリカ合衆国カリフォルニア州トラッキーに建設された。 
1933年に北米初のスキー用ロープトゥ・リフトが Alec Foster によってカナダはケベック州ブランビル、ローレンティッド地域ショーブリッジに設置された。
ショーブリッジのロープトゥ・リフトと同型式の物が1934年に White Cupboard Inn の所有者である Bob and Betty Royce によってニューイングランド・バーモント州のウッドストックに作られた。彼らが作ったロープトゥ・リフトは、フォード・モデルAのエンジンと駆動系を流用し、後輪を動力源とした。
ウォレス"バニー"バートラムは2シーズン目に運営を引き継ぎ、操作を改善して、それを「スキーウェイ」から「スキートゥ」に改名し、 最終的にはバーモント州の主要な南部スキー場の東端に移設された。この地域のリゾートは現在もSuicide Sixとして運営されている。
スキーを楽しむためには初期の頃は自分で歩いて上る必要があったのが、単純な構造のロープトゥ・リフトの登場によって随所に設置され、米国とヨーロッパのウインタースポーツの爆発的普及に貢献し、比較的初心者も参加出来るようになって、ウインタースポーツの魅力を大幅に高めた。そして、初の設置から5年以内には、100本以上のロープトゥ・リフトが北米で運行されていた。

## ロープトゥ・リフト

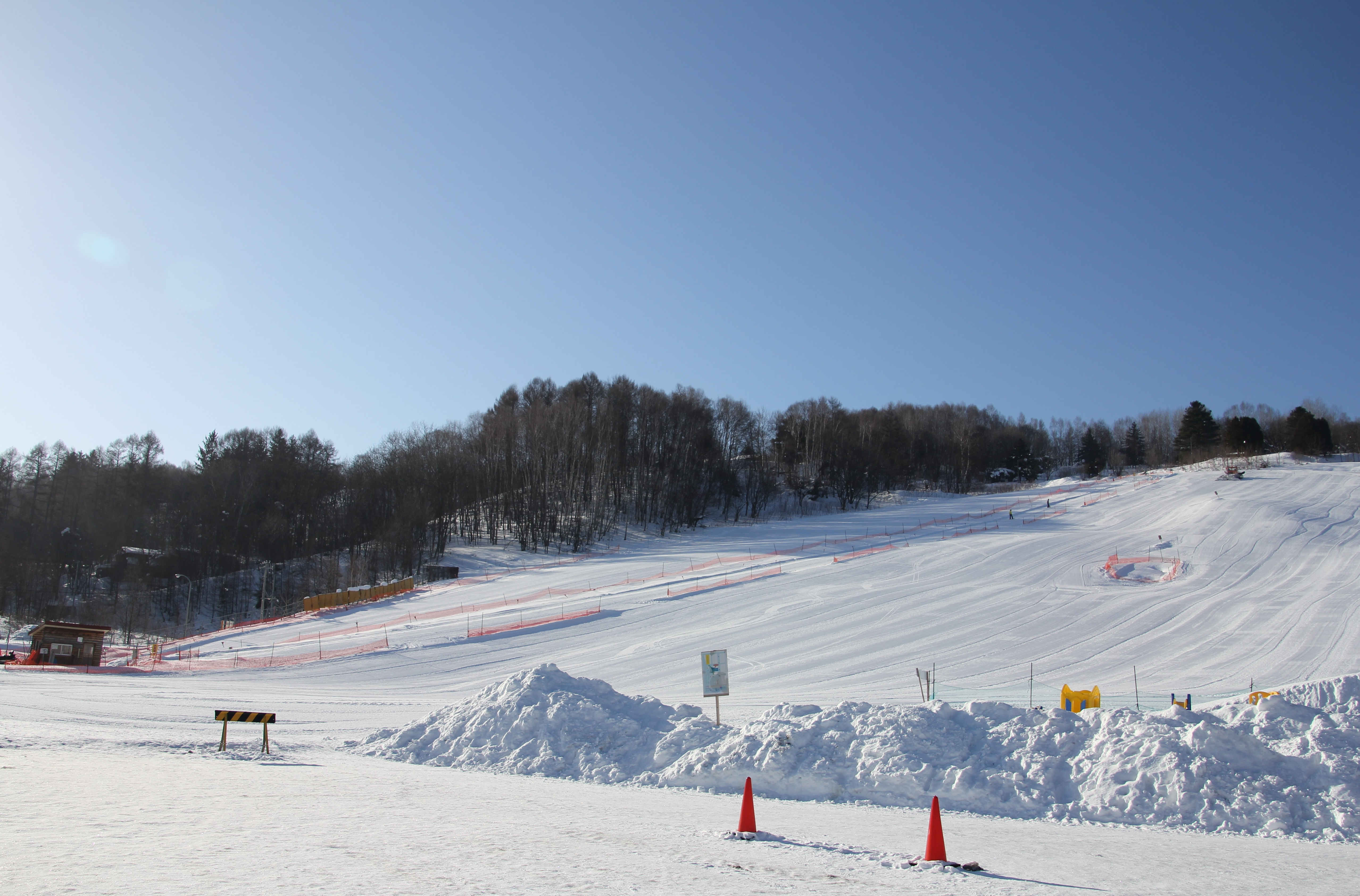
ロープトゥ・リフト全景、麓にモーター等を設置している

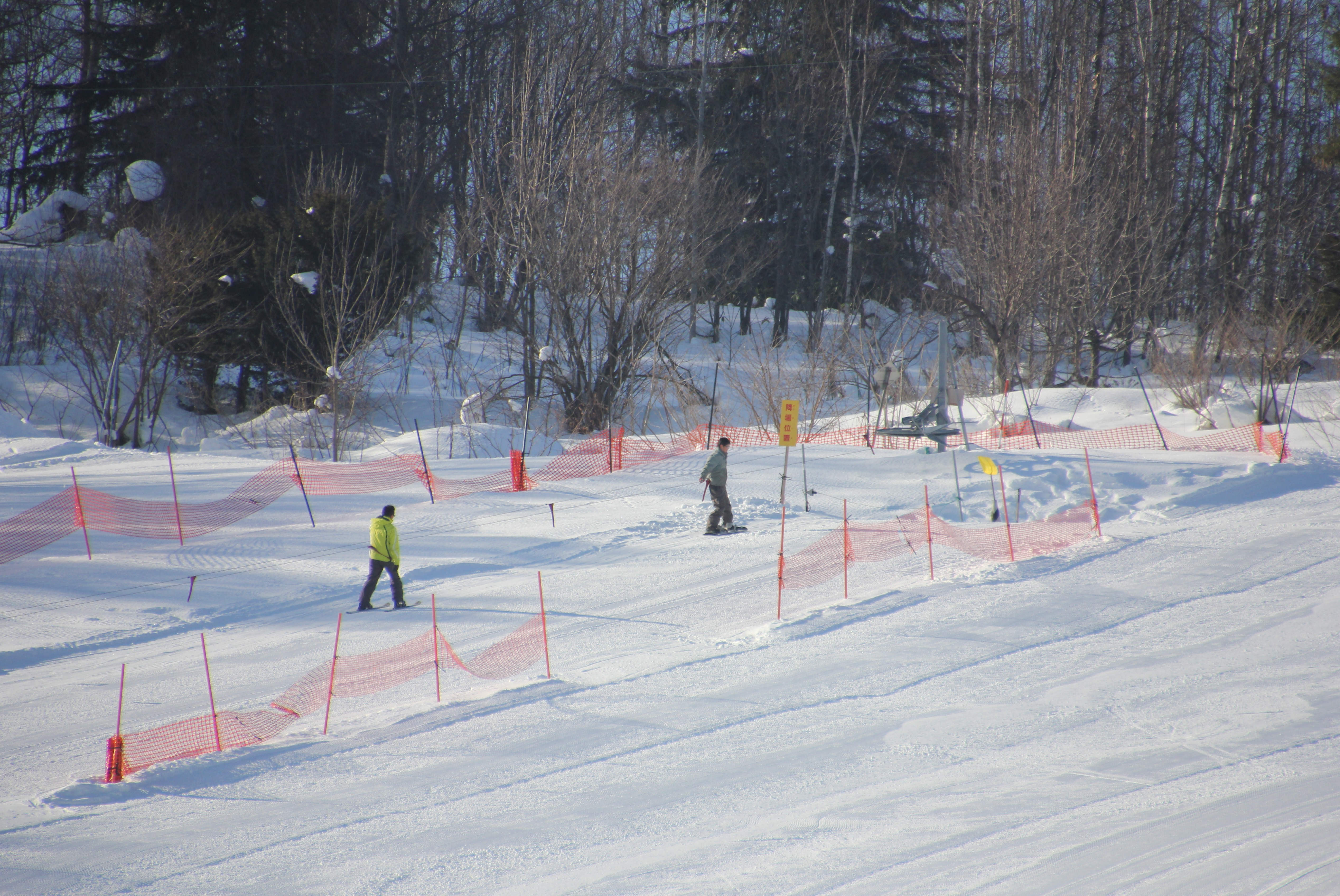
ロープトゥ・リフト終端、利用客の背中に支持具（バー）があり、それを腰のあたりにあてがう事で移動している様子を見ることが出来る

ロープトゥ・リフトは上部と下部に折返装置（プーリー、ブルホイールとも言う）と、折返装置を通るロープまたはケーブルで構成され、折返装置の一方には動力源として、通常はモーターが取り付けられている。なお、上記の歴史上から、自動車のエンジンを動力源として使うものもある。

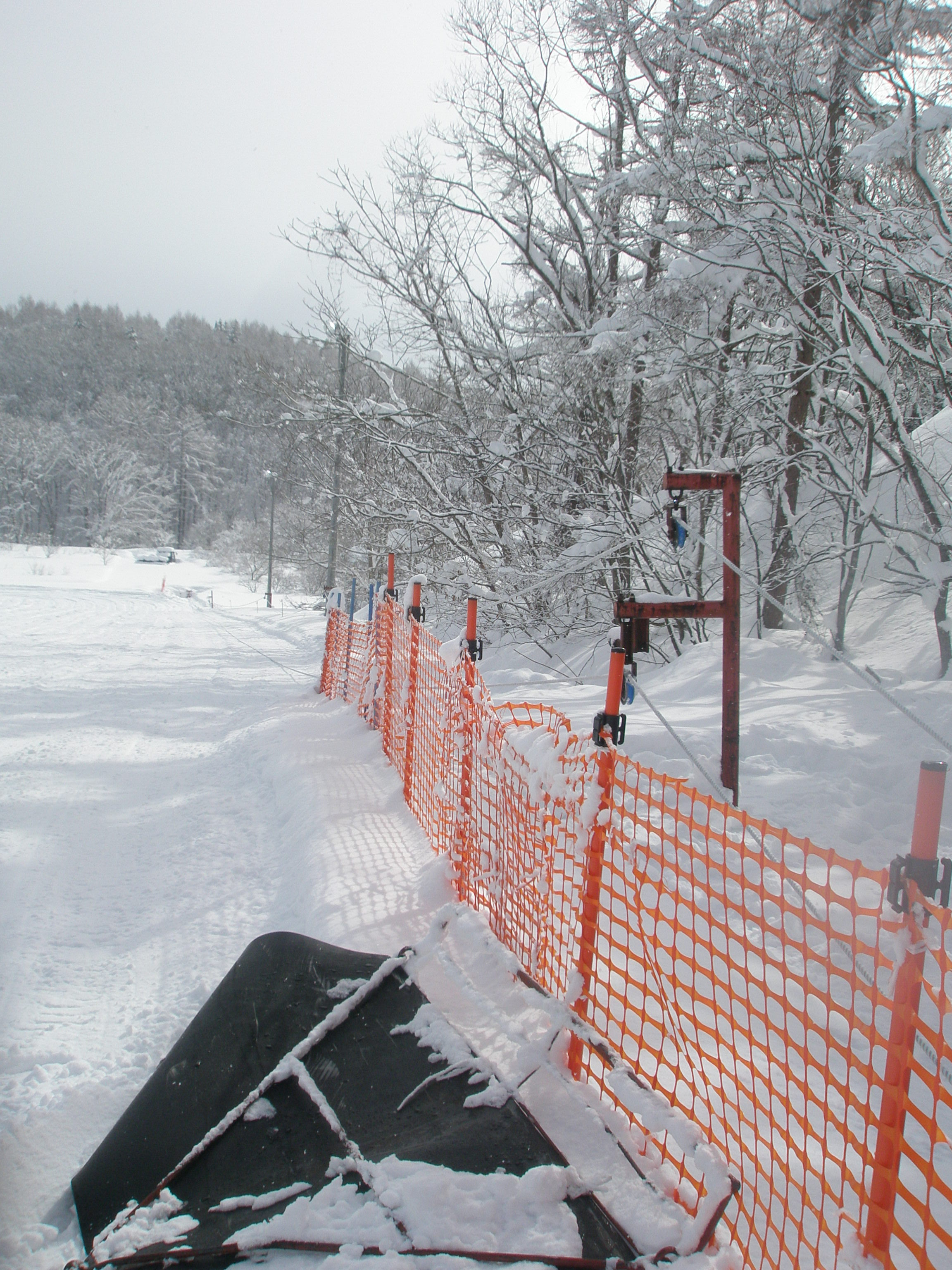
旧来の、ロープを使用したタイプのロープトゥ・リフト（2018年2月撮影・上ノ国町民スキー場（北海道檜山郡上ノ国町湯ノ岱）にて）

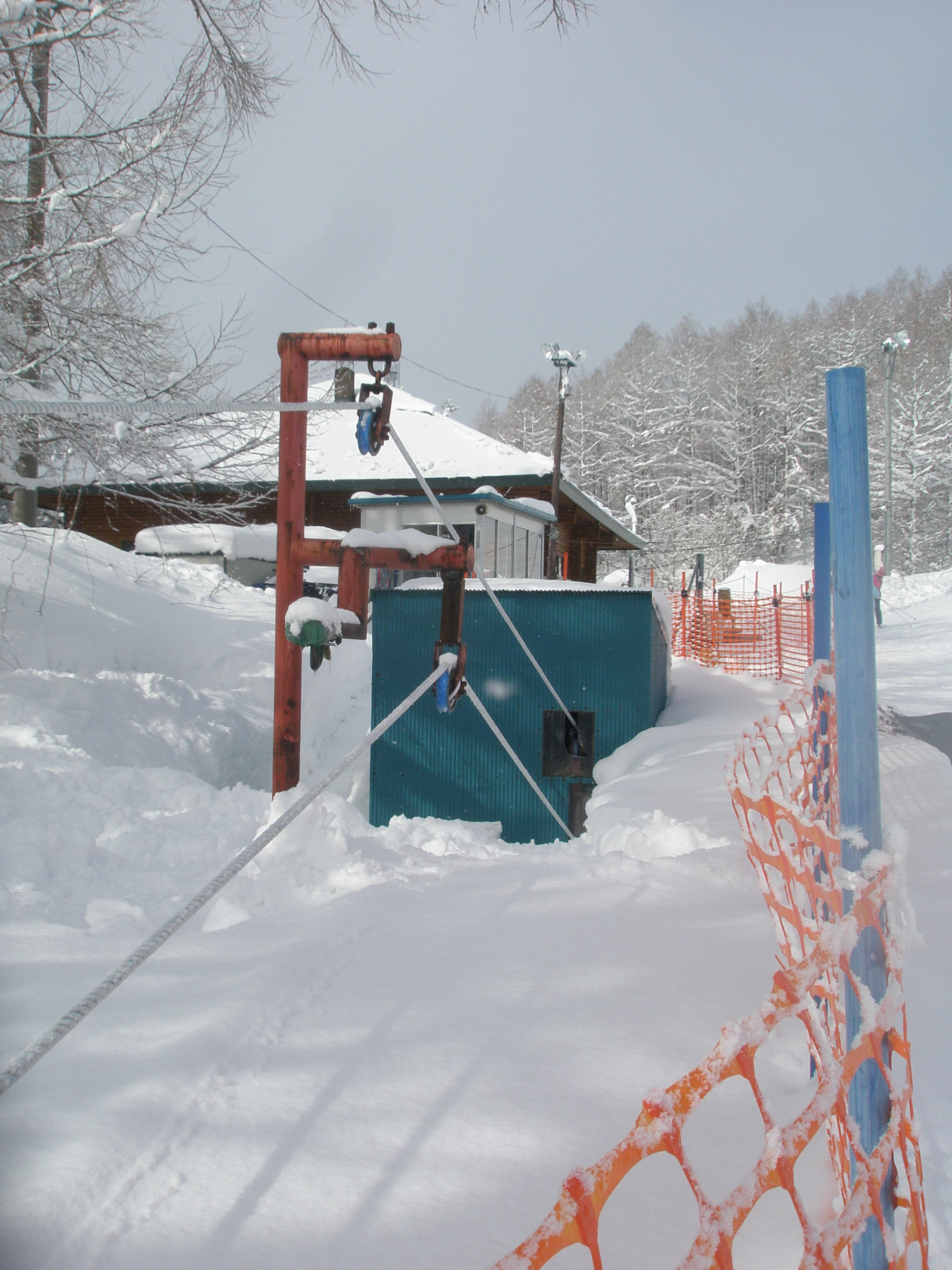
旧来型ロープトゥ・リフト・動力部と滑車付き支柱（2018年2月撮影）

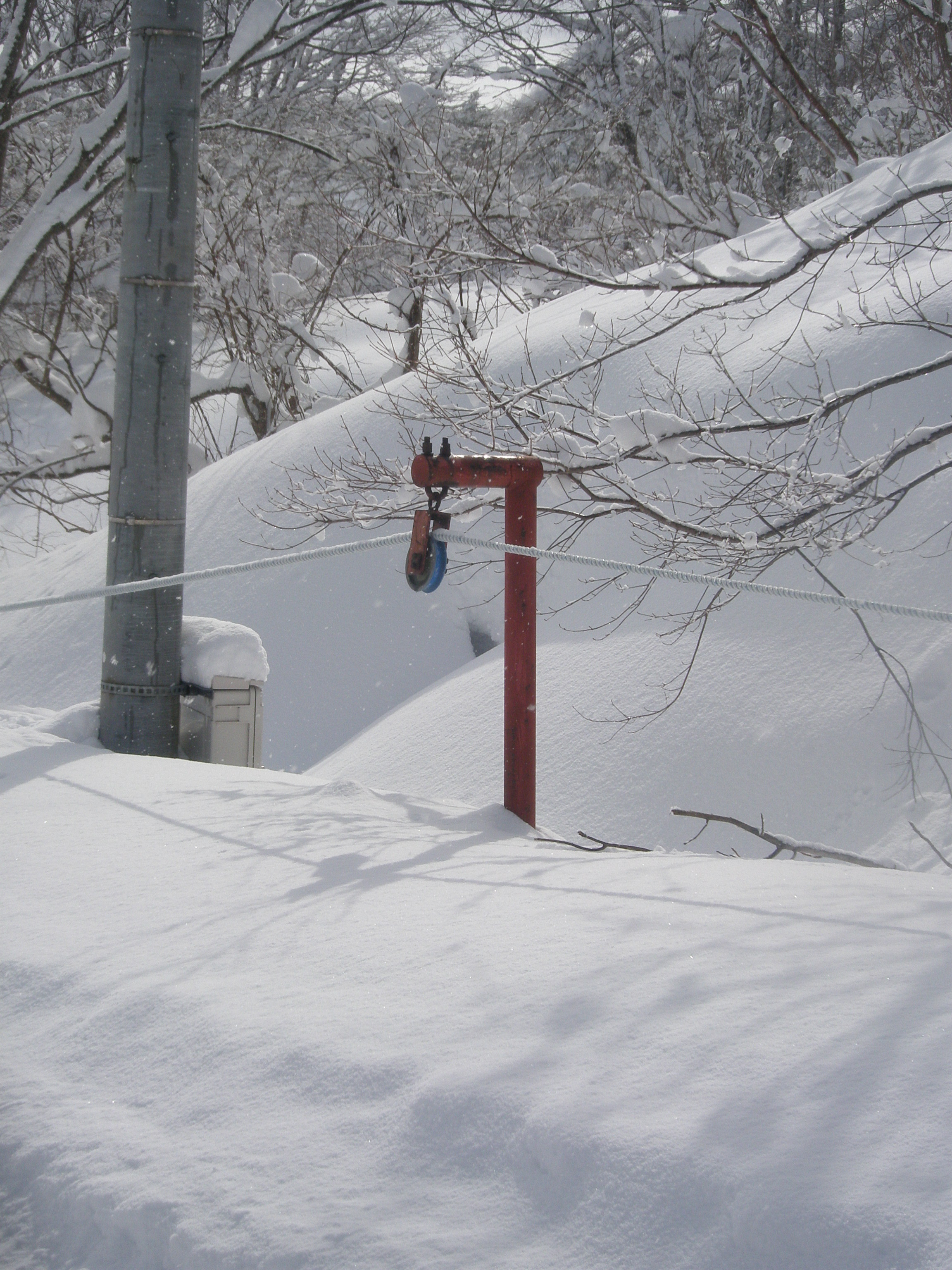
旧来型ロープトゥ・リフト・下り側ロープを支える滑車付き支柱（2018年2月撮影）

最も単純、かつ旧式の物はロープが用いられ、利用客はロープに直接掴まってスキーやスノーボードに立った状態で斜面上を滑り上がる方式が取られていて、古くから営業している小規模なスキー場においては現在も現役で使われている所がある。このロープトゥ・リフトの形式では、上り側のロープは掴まるまで雪上をはわせるのに対し、下り側は滑車で吊している点がバー付きケーブルタイプの物と違っている。
上記の輸送方式の欠点として、使用するロープに雪氷が付着している場合、手袋の種類（主に革手袋）によってはロープが滑って掴まりにくくなり、握力の弱い子どもなどは上るのが困難または不可能となる事や、同様の理由で急斜面では運用出来ないことが挙げられ、現在は主に初心者向けの緩斜面に設置されるケースが多い。逆に長所としては、自分のタイミングでロープに掴まるだけでいいので、後述のバー付きケーブルタイプロープトゥ・リフトに乗るのが困難な初心者には扱いやすく移動しやすいという点がある。
その後、プラスチック製または金属製の支持具（バー）がケーブルに取り付けられたタイプが登場し、海外ではハンドルトゥ（または「ポニーリフト」）とも呼ばれる物が出来た。これらのバーはロープ単独よりも掴まりやすく、慣れた利用客だとバーを背中や腰にあてがうなどする乗車方法によって、より移動しやすくなった。それゆえに、次第にバー付きケーブルタイプのロープトゥ・リフトに置き換えられている。
バー付きケーブルタイプの場合、バーを背中にあてがう目的用に、バー前方のケーブルに握り玉が取り付けられていて、乗る時に握り玉を掴みつつ、その間にバーを背中にあてがう。握り玉はバーをあてがうのが難しい初心者が掴まるのに使われる事がある。また、バーを取り付けずに握り玉やその他の掴まるための支持具のみを取り付けているケースもある。
バー付きケーブルタイプのロープトゥ・リフトはその構造上から、背中や腰にあてがって乗車する際は極端でなければ比較的急斜面でも身体の支持が容易なため、ロープのみのタイプよりも急な斜面で運用される事がある。

### 日本の例
ロープトゥ・リフトの呼称は、主に旧来のロープのみを使うタイプのロープトゥ・リフトでは、下り側に取り付けられたロープ支持用の支柱と滑車がある事に加えて、語感が似ていることから一部で「ロープ塔」と呼ばれる事がある。また現在主流となっているケーブルタイプのロープトゥ・リフトでは、本来のTバーリフト（後述）とは違うが、ケーブルにバーを取り付けた状態の形から一部で「Tバー（リフト）」と呼ばれる事がある。
ロープトゥ・リフトが個人によって改造・設置される例なども存在し、1970年代までは地方のスキー場や個人所有の丘を利用したスキー場等及び駐車場からリフト乗り場までの距離があって移動に時間と労力を要するスキー場等の移動用で比較的多く見られていた。現在では北海道北竜町営スキー場など一部のみ現存している。また、設置のための経費が通常のリフトに比べ非常に安く済む、メンテナンスが容易である、中間地点等にリフト支柱を設置する必要も無く撤収も比較的容易であるなどという利点から、大規模スキー場でも初心者向けコースでの近距離移動用として新たに設置される例もある。

### 日本以外の例

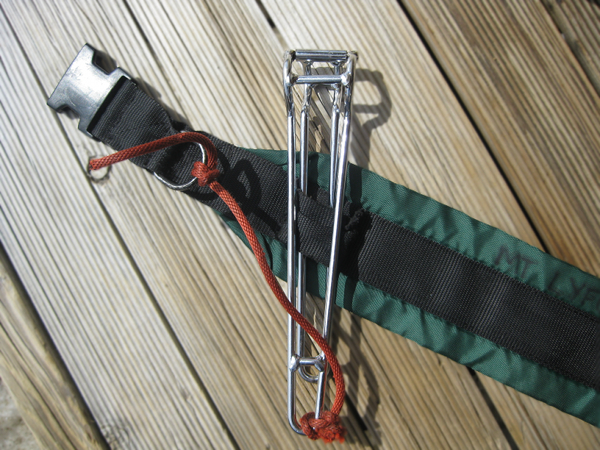
ナットクラッカーとベルト（ハーネス）

海外では、より急斜面で、より速く、より長距離を輸送するロープトゥ・リフトが存在したが、その状況下でロープを掴み続ける事は困難なため、「トゥグリッパ」と呼ばれる、ロープと身体を支持する装置を使う必要があった。1930年代と40年代にはいくつかの設計・使用例があり、最も成功したのは、腰に回して使うハーネスに取り付けられた「ナットクラッカー」と呼ばれる装置だった。この装置名の由来は、支持具のロープに取り付けられているクランプがくるみ割り（ナットクラッカー）に似ている事から名付けられたもので、これを使う事によってロープを直接掴み続ける必要が無くなり、ロープを連続した滑車で吊す事によって腰の高さでロープを支える事が出来る。 このシステムは、1940年代から世界中で多く使用されてきたが、特にニュージーランドのスキー場で人気がある。

## Tバーリフト・Jバーリフト

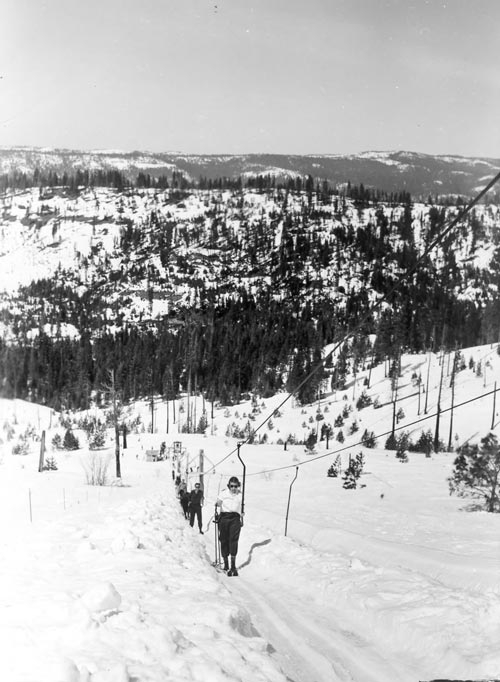
Jバーリフトの例

TバーリフトやJバーリフトは、大規模リゾートや地方を問わず、割と小規模なゲレンデに採用されている事が多い。日本での設置例はかなり減少しているが、海外のスキー場では割と多く設置されている。この形式のリフトは一定間隔で設置した支柱の滑車上を循環している支曳索（ケーブル）で構成され、一方の折返装置に動力装置（モーターなど）が取り付けられている。支曳索から垂れ下がっている搬器にはリコイル（巻き取り式）ケーブルがあり、その先にそれぞれ長さ1m程のT字形またはJ字形のバーが取り付けられている。スキーヤーやスノーボーダーはバーを脚の間に通して跨がる、または腰や背中にあてがうなどして、牽引されつつ雪面を滑り上がって移動する。
米国の最初のTバーリフトは1940年にピコマウンテンスキー場に設置されたが、それはロープトゥ・リフトを大きく改善した物と考えられている。それとは別に、1937年にはウィスコンシン州のリブマウンテン（現在はGranite Peak Ski Area）に自家製のTバーが設置された。
1930年代に発明されたJバーリフトは、1930年代に北米とオーストラリアに設置され、1938年からオーストラリアニューサウスウェールズ州のシャーロットパスにあるスキー場に導入された。
JバーリフトはTバーリフトとよく似ているが、Jバーリフト搬器の乗車定員は1人となっている。そのためJバーリフトは、後に乗車定員が2倍となるTバーリフトに徐々に取って代わられていった。
Tバーリフトは基本的に2人乗車となっているが、1人で乗る場合はT形バーに直接掴まるか、T形バーの片側を脚の間に通して跨がった上で支曳索から下がっているスティックに掴まって乗車する。

### 日本の例
日本でのTバーリフトの設置例は数少ないものの、現在は北海道・歌志内市のかもい岳国際スキー場などに設置例がある。
また上記で取り上げているものとは異なり、山形県の月山スキー場や長野県の千畳敷スキー場に設置されているTバーリフトと呼ばれる索道は、ケーブル（支曳索）に取り付けるための特殊な金具にT形の搬器を取り付けた、ロープトゥ・リフトとトゥグリッパの構成（#日本以外の例参照）に類似したものとなっている。そのほか、2022年（令和4年）に北海道の旧国設芦別スキー場で1シーズンだけオープンしていたM's Resort Ashibetsuにも「ロープトウ」と呼ばれた同じ設備があった。
乗車時はあらかじめT形搬器を脚の間に通して引っ掛けた上でケーブルへの金具取付を係員にしてもらうか、慣れているなら自分で取り付けるが、降車時は降車場所で金具が自動的に外れる構造で、外した搬器は降車場所近くに設置された回収スタンドに戻しておくという運用をしている。

## プラッターリフト

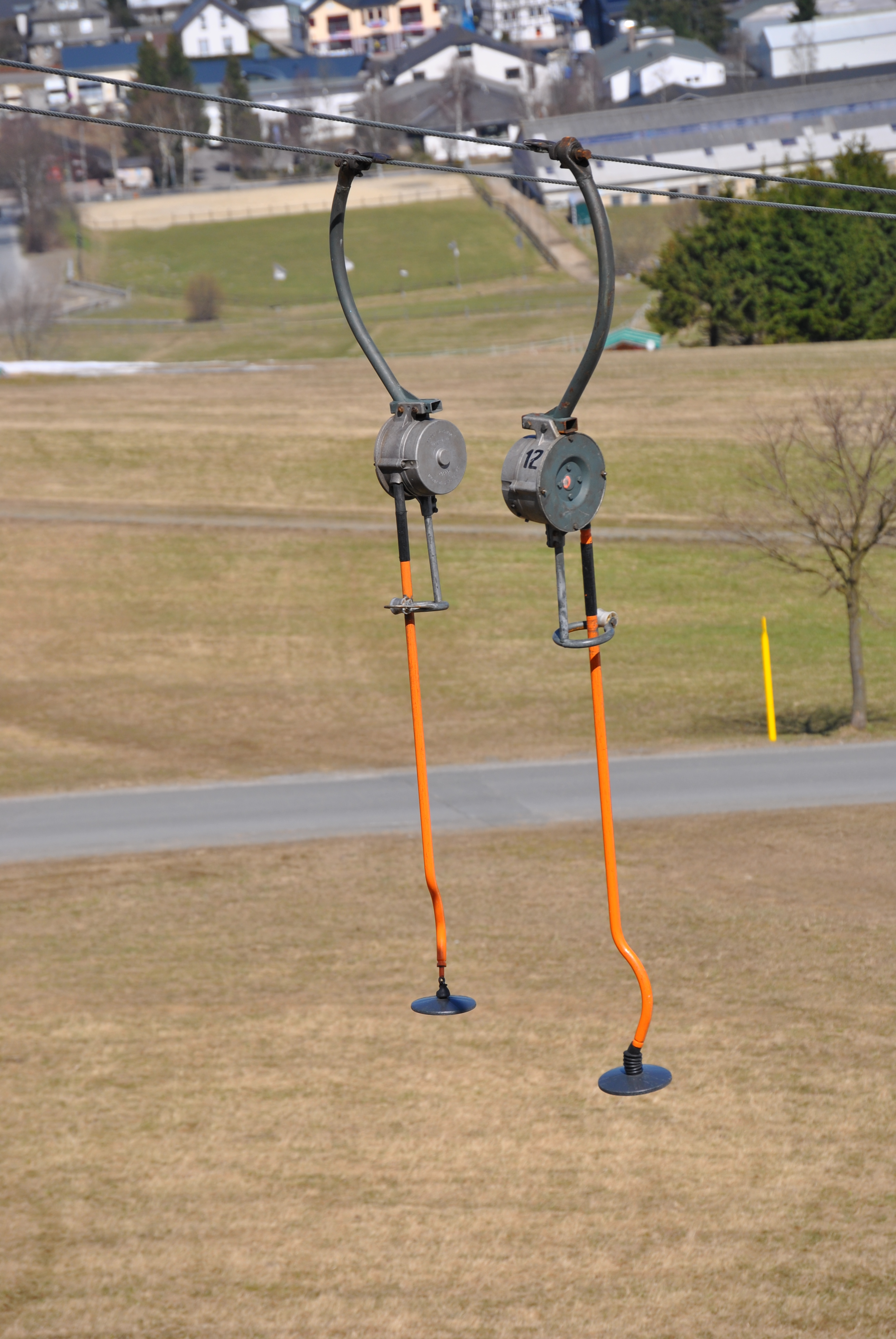
プラッターリフト（ボタンリフト）の搬器部分

プラッターリフトはTバーリフトやJバーリフトと同様に、一定間隔で設置した支柱の滑車上を循環している支曳索（ケーブル）・折返装置・動力装置（モーターなど）・支曳索から垂れ下がっているリコイル（巻き取り式）ケーブル付き搬器で構成されている。
乗車時は、ケーブルから垂れ下がっている、先端が「プラッター」や「プラスチックボタン」等と呼ばれる円盤形をした搬器をスキーヤーが跨がって乗車する。スノーボーダーの場合は、前方の脚をプラッター上に引っ掛ける、または胸の前部から進行方向後部の腕の間にバーとプラッターを通して抱え、プラッターを脇に引っ掛けたまま反対の手でバーを掴まりながら乗車する。
プラッターリフトの製造メーカーはポマのシュレップリフトが一般的に知られていて、プラッターリフトの代名詞ともなっている。
多くのプラッターリフトはリコイル（巻き取り式）ケーブルというスプリングボックスによる伸縮自在のケーブルが取り付けられたバーを備えているので、TバーリフトやJバーリフトにかなり似ているが、ポマ（Poma）製のプラッターリフトは半剛性のバーによって握索装置に接続されたプラッターを備えた、支曳索に対して着脱可能な握索装置を持つ自動循環式構造となっている。握索装置が着脱可能である事から、ほとんどのポマ（Poma）製プラッターリフトは4m/sの速度で移動する。その他のプラッターリフトとTバーリフトの平均速度は2.5m /s位である。
ポマ（Poma）製プラッターリフトの握索装置が支曳索に付いているとき、乗客が受ける加速はリコイルケーブルに内蔵するスプリングによって軽減される。ただし、より速いリフトではリコイルケーブルが完全に伸びるとかなりのジャーク（急激に引っ張られる事による衝動）が発生する可能性がある。
オーストラリアはマウント・ブラーの山頂アクセス用プラッターリフト「Howqua  Poma（延長1,070 m（3.510ft）、運行速度6.5m/s）」は1964年に建設された。。

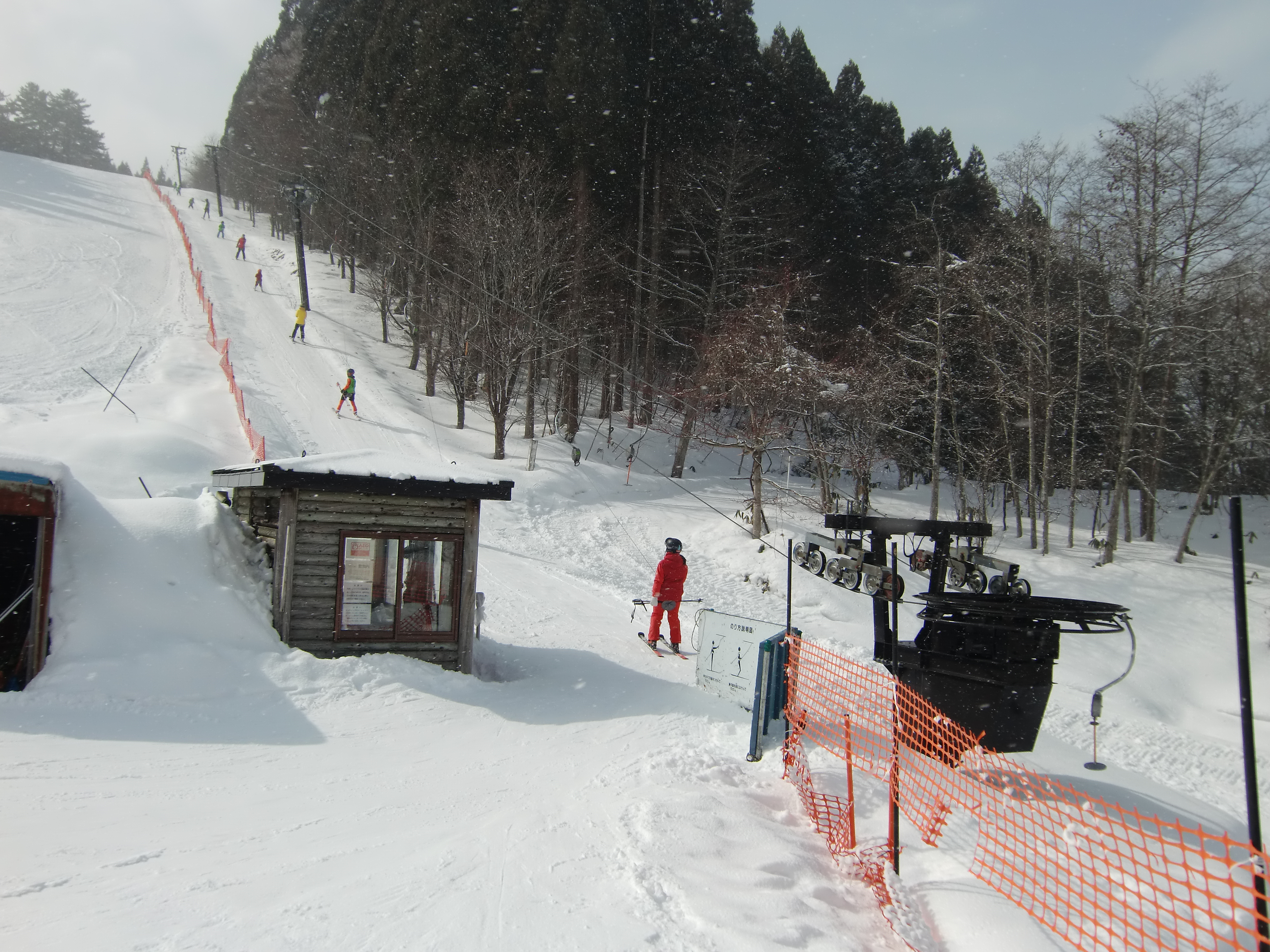
知内町営スキー場に設置のプラッターリフト

日本での設置例はTバーリフト・Jバーリフトと同様に数少ないが、現在は北海道・上磯郡知内町の知内町営スキー場、上富良野町の日の出スキー場、新得町のサホロリゾート（第6リフト）での設置が確認されている。また、過去には札幌国際スキー場に2基設置されていた。

## マジックカーペット

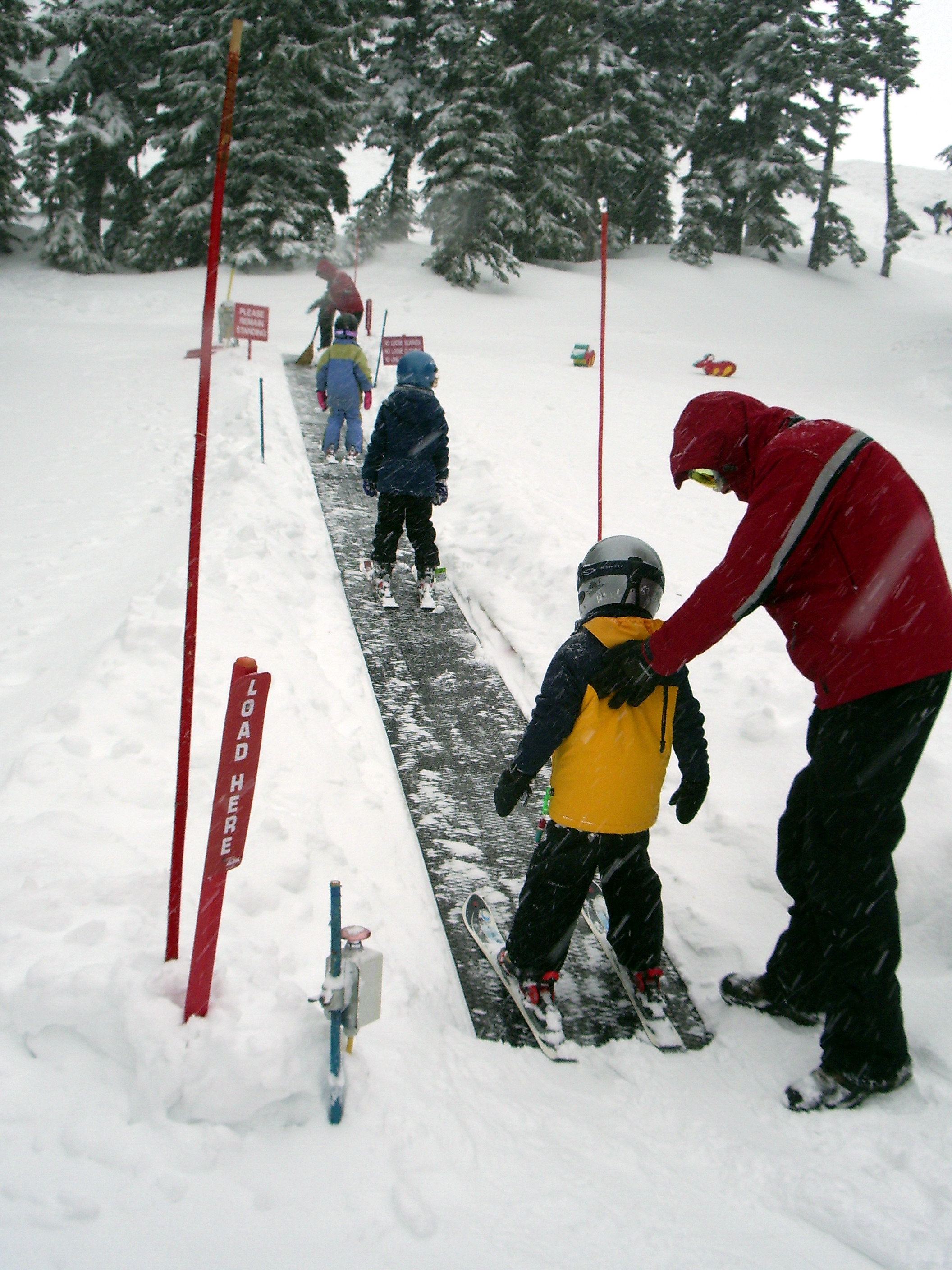
子供用マジックカーペット

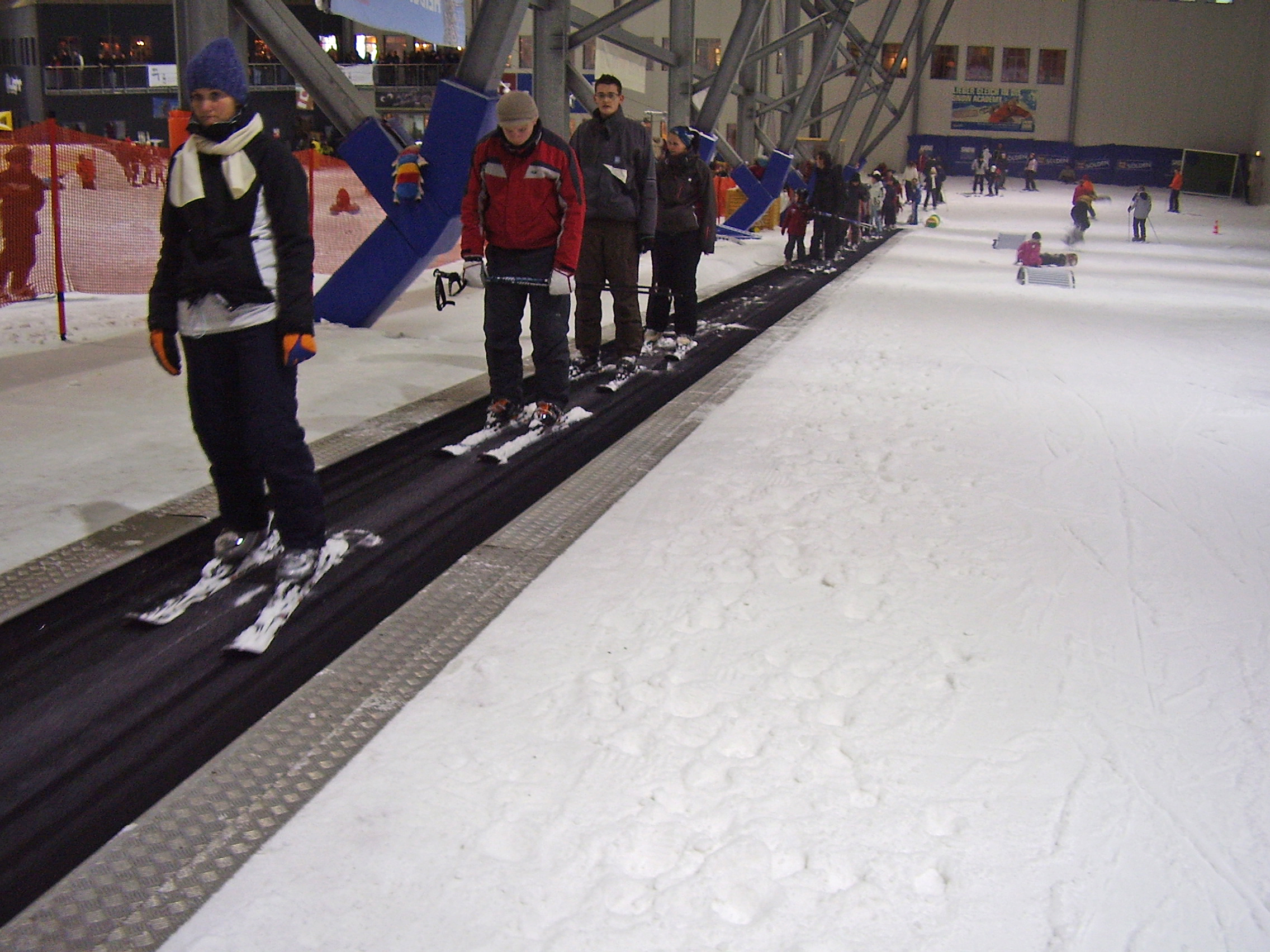
ビスピンゲン スノードーム（ドイツ）で使われているマジックカーペット

マジックカーペットとは雪面とほぼ同じ高さに設置されたベルトコンベア型の搬器であり、日本では「（スキー・スノーボード用）動く歩道」や「スノーエスカレーター」などと呼ばれる事もある。キャノピー（風防、風雪よけのドーム状の設備）やトンネルを備えているものもある。乗客はスキーやスノーボードを前方に向けて立ち、乗車位置からスキーやスノーボードのままでベルトに滑って乗車すると、ベルトの移動と共に乗客を上に引き上げ、上部の降車場所でベルトが乗客を雪上に押し込み、そのまま滑り降りる。ベルト上に立っているだけで良いので、子どもや初心者には上記のロープトゥ・リフト・Jバーリフト・Tバーリフト・プラッターリフト（ポマ（Poma）リフト）よりも使いやすい。ただし、中には降車場所に専用の手すりを設け、降車場所での降車時に左右どちらかに降りる構造となっているものもある。
マジックカーペットに乗車する時はカーペットとスキーやスノーボードの滑走面との摩擦力に依存している事、ベルトの速度が遅い事、設置距離と輸送容量が限られている事などから、設置場所と運用は緩斜面に限られ、主に初心者用や子ども用のコースに使われるが、それ以外ではそり遊びやスノー・チュービング（チューブスライダー）などの短距離で緩斜面となるエリア内で使われたり、特殊なケースでは駐車場とゲレンデの間に高低差がある場所の移動用としての使用例（下の写真参考）があり、その場合はスキーやスノーボードを履かないで利用される事もある。
マジックカーペットは長いものでStratton Mountain Resortに設置されている170 m（560 ft）の物があり、次いでミネソタ州バーンズヴィルのBuck Hillにあるスキー場に240 m（800 ft）の物が設置されている。
最長のマジックカーペットは、ドイツのAlpincenter Bottropに設置されている400 m（1312 ft）のサンキッドカーペットリフトである。

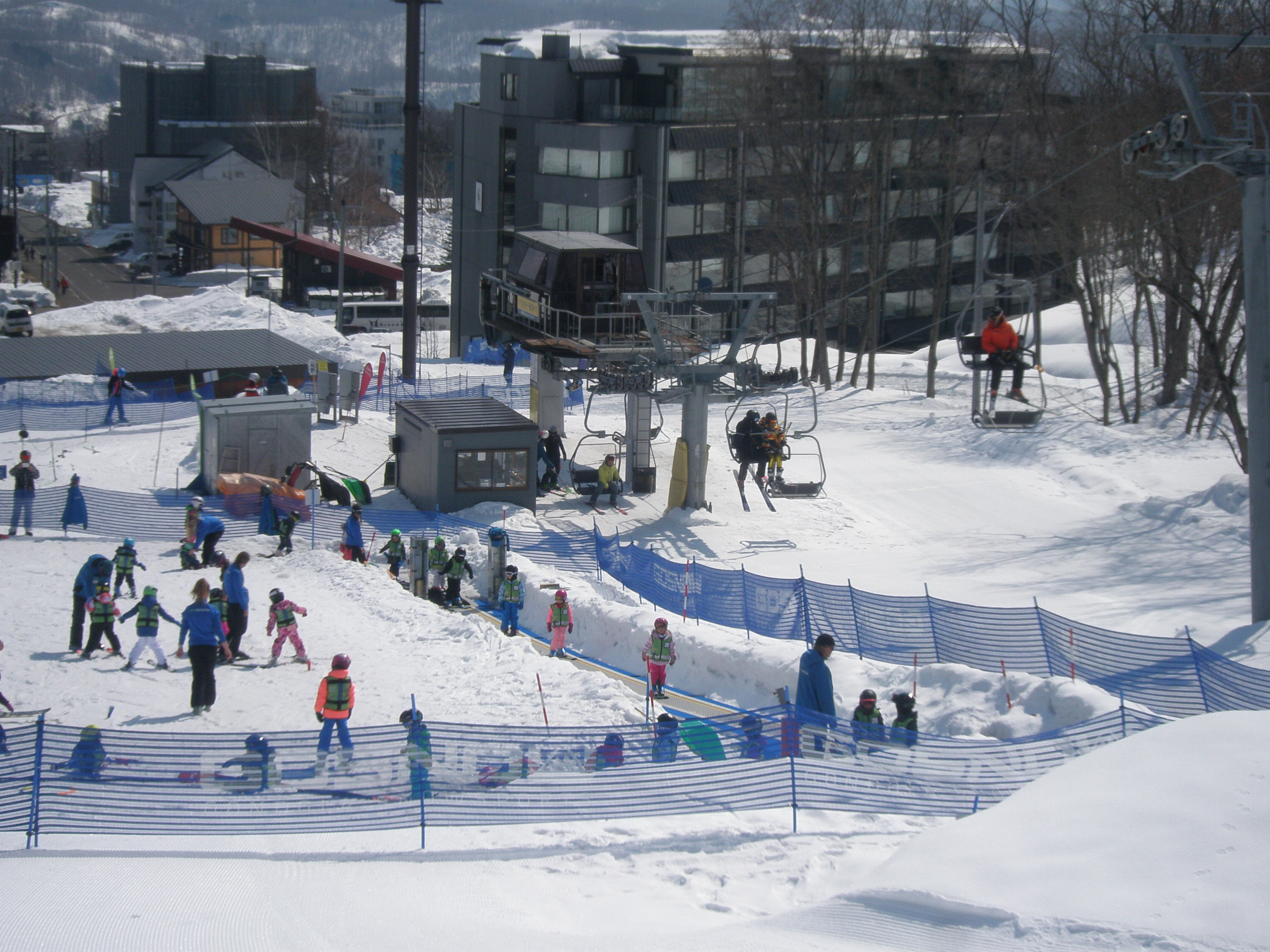
ニセコ東急 グラン・ヒラフ ホリデー第1ペアリフト付近に設けられたキッズパーク中のマジックカーペット（2019年3月撮影）

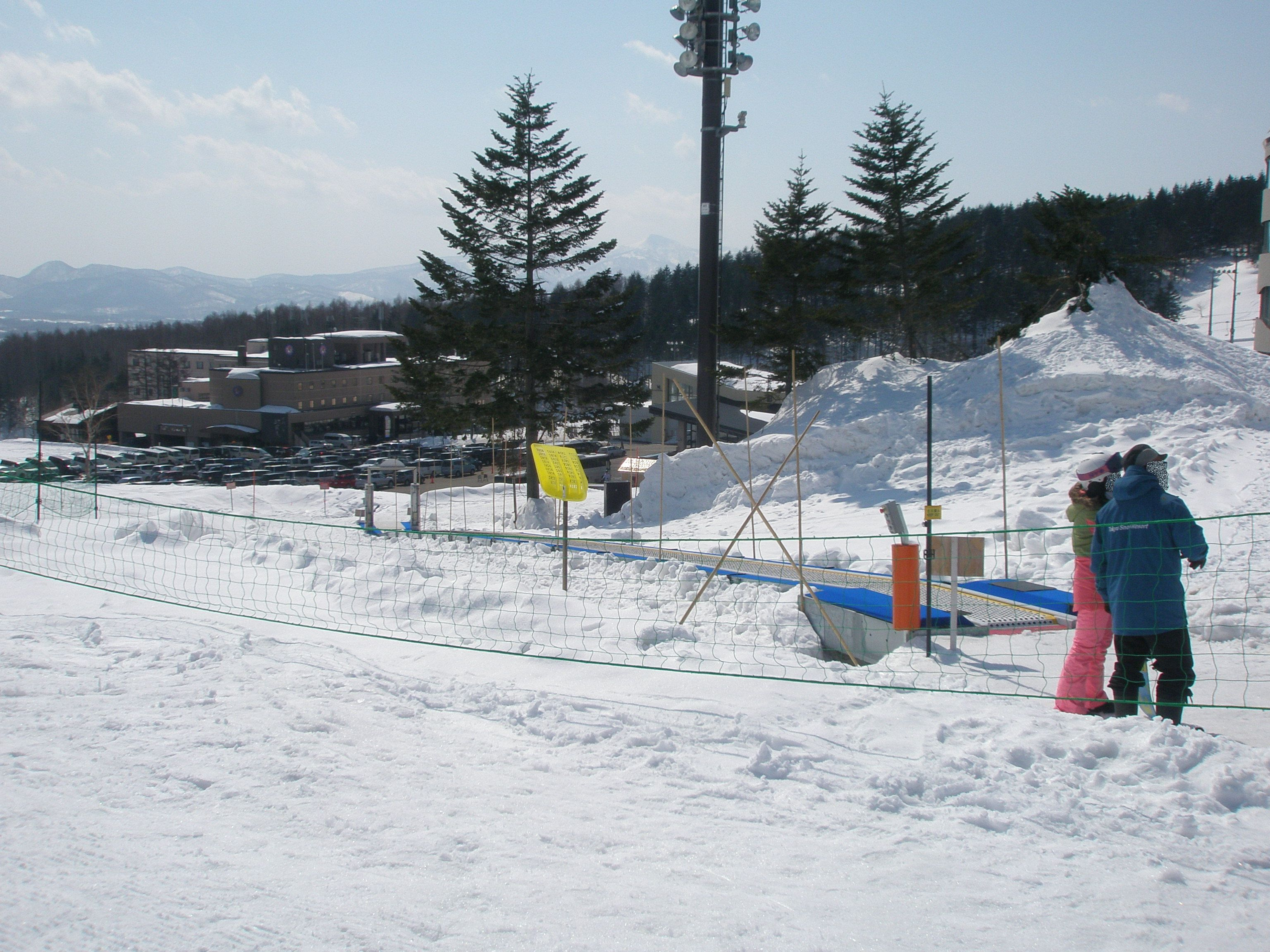
ニセコ東急 グラン・ヒラフのひらふ第1駐車場とゲレンデの間に設けられたマジックカーペット（2019年3月撮影）駐車場から高所にあるゲレンデに向かうための物

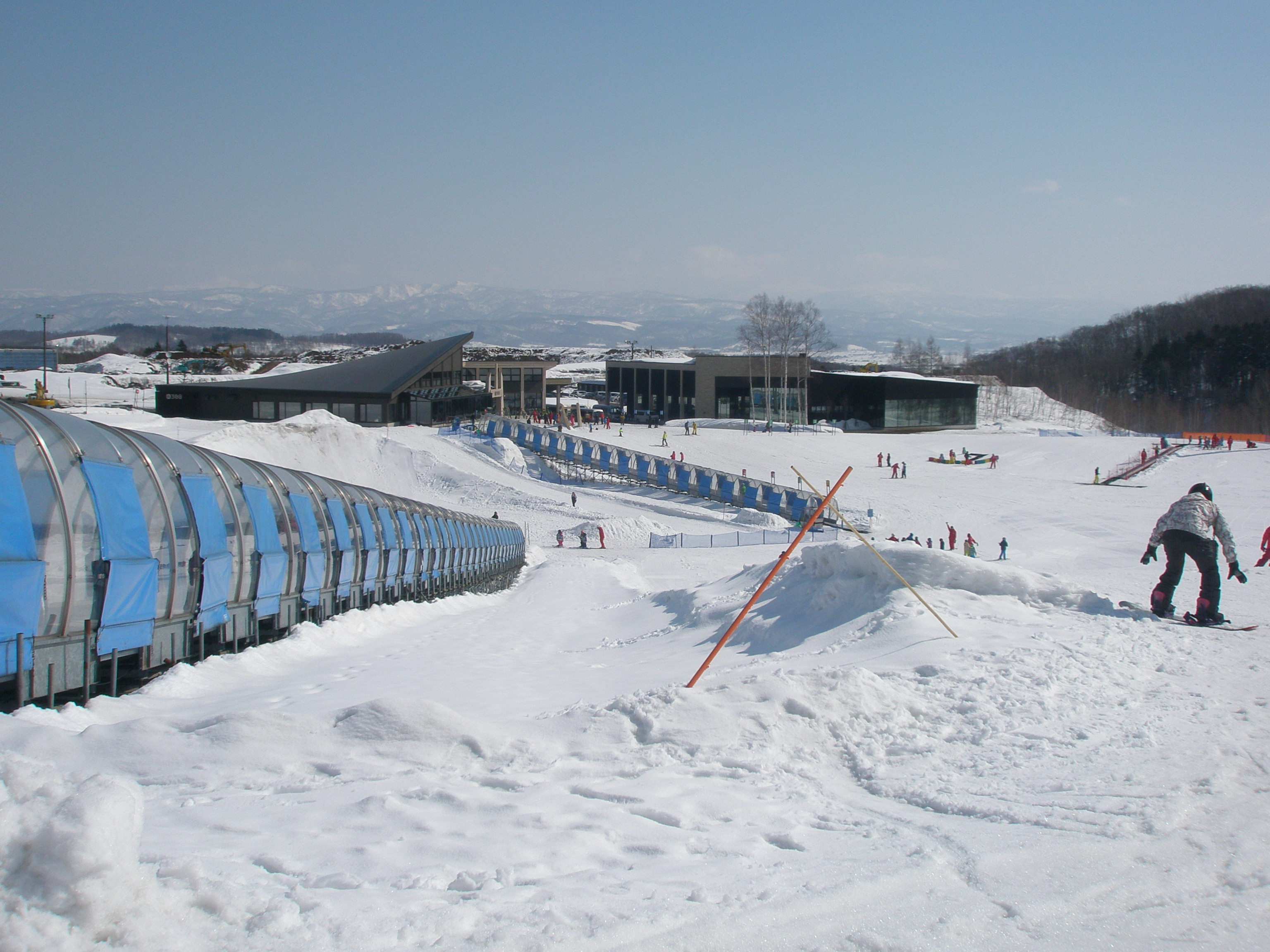
ニセコHANAZONOリゾート チューブパーク（キッズパーク）と3基のマジックカーペット

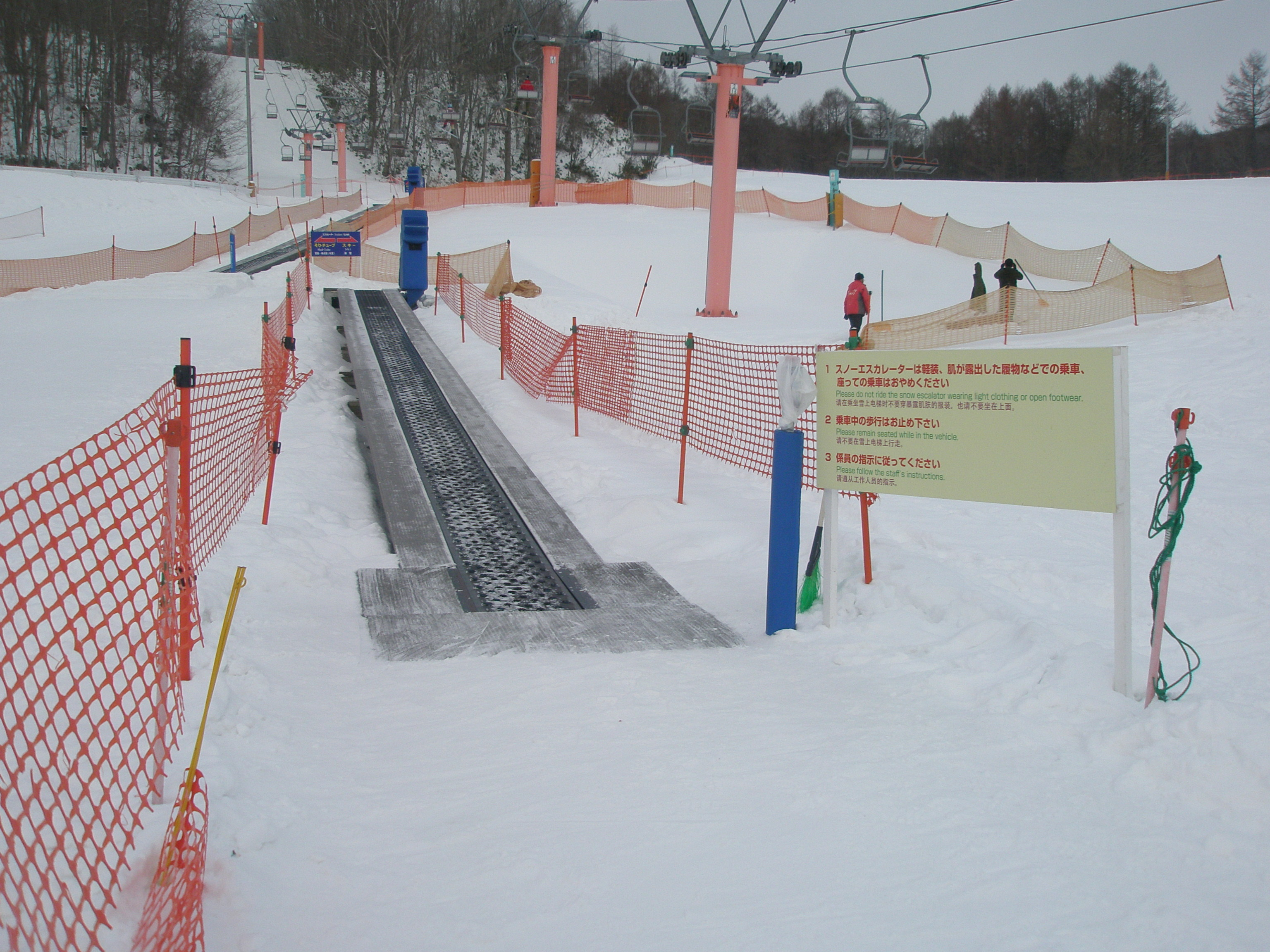
グリーンピア大沼のスキー場に設置のマジックカーペット（スノーエスカレーター）（2019年1月撮影）

日本でも、北海道のニセコ東急 グラン・ヒラフ、ニセコHANAZONOリゾート・チューブパーク（キッズパーク）、グリーンピア大沼、札幌国際スキー場・スキーセンター前キッズ・初心者向けエリアなど、複数の設置例がある。

### 参考

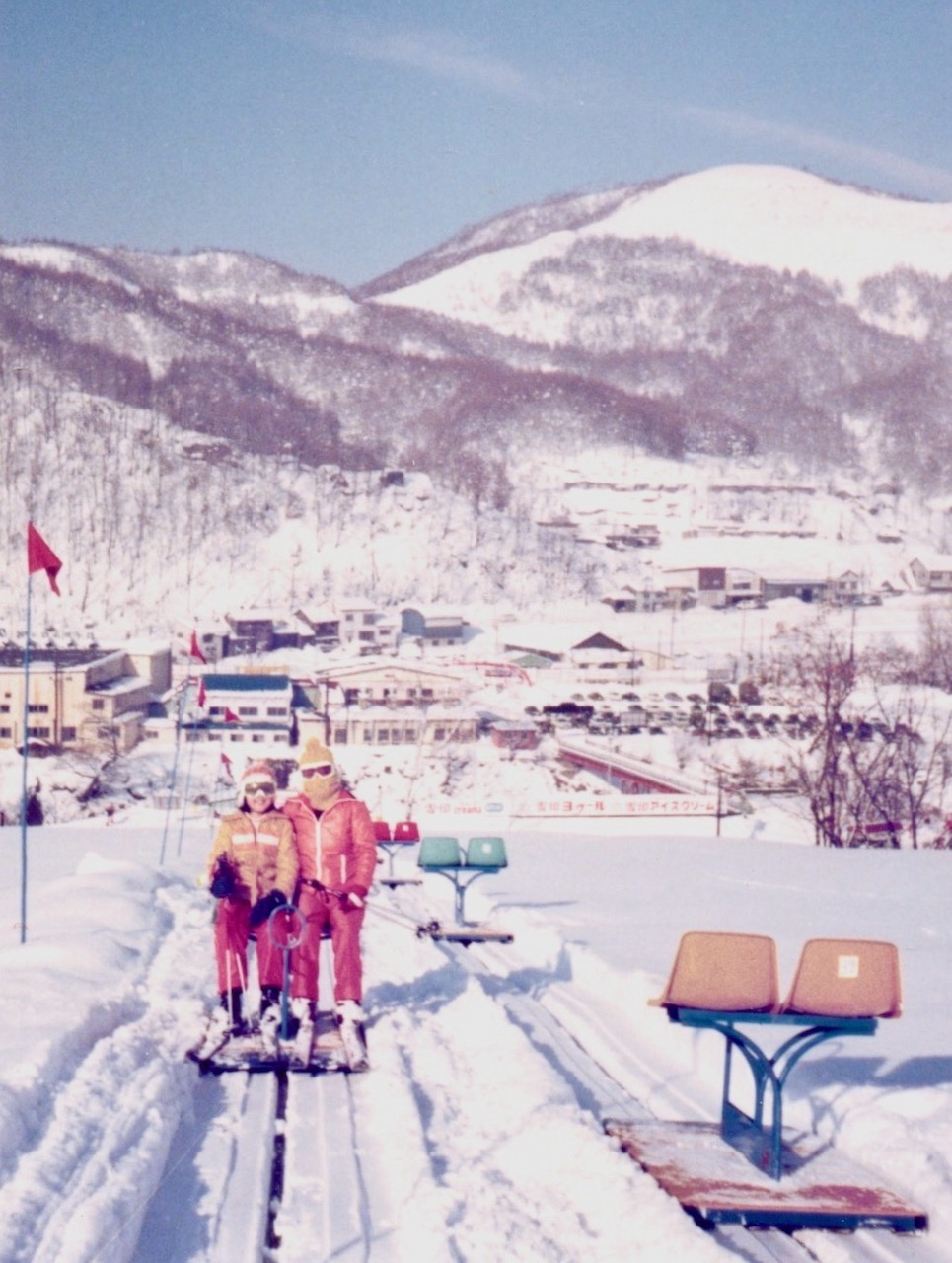
マジックカーペットではないが、子供・初心者用として過去に夕張のマウントレースイスキー場に設置されていたもの。「スノーエスカレーター」と呼ばれていた（1978年撮影）

上記のマジックカーペットとは違うが、過去に夕張市のマウントレースイスキー場に、写真の通り、床に椅子が取り付けられた搬器に座って上る形式の「スノーエスカレーター」と呼ばれる設備が設置されていた。なお、これと同じ設備が現在かつ唯一、長野県の白樺湖ロイヤルヒルスキー場に「雪上エスカレーター」という名称で現存している。

## 滑走式リフトの冬期間以外の利用
滑走式リフトはその性格上、通常は冬期の積雪期間のみ運用される事が多いが、最近ではその中のTバーリフト・Jバーリフト・プラッターリフトについては、積雪のない夏期にゲレンデをマウンテンバイキングのコースとして利用するために、搬器部分をマウンテンバイクのハンドルバーに引っ掛けるためのフックに換装して、マウンテンバイクを山頂駅まで牽引する用途として使えるようにする事があり、一例としてカナダアルバータ州グランドプレーリーにあるNitehawk Year Round Adventure Parkにおいて行われている。